# 김기택 (축구 선수)
김기택(한국 한자: 金基宅, 1977년 6월 8일 ~ )은 대한민국의 전 축구 선수이며, 포지션은 미드필더였다.